# 10 Bootis
Désignations
10 Bootis est un système d'étoiles binaires présumé de la constellation du Bouvier, située à environ 582 années-lumière de la Terre. Elle est visible à l'œil nu dans des conditions d'observations appropriées sous la forme d'une étoile blanche pâle d'une magnitude apparente de 5,76. Sa magnitude est diminuée d'un facteur d'extinction de 0,17 due à la poussière interstellaire. Le système s'éloigne du Système solaire avec une vitesse de rotation héliocentrique de +6 km/s.
Le composant visible est une étoile blanche de la séquence principale avec un type spectral A0 Vs. L'indication « s » indique des raies d'absorption. Elle est âgée d'environ 337 million d'années avec une rotation modérée, ayant une vitesse de rotation de 75 km/s. L'étoile a 2,87 fois la masse du Soleil et 2,7 fois le rayon du Soleil. Elle brille avec 113 fois la luminosité du Soleil depuis sa photosphère avec une température effective de 9 441 K.